# Államok vezetőinek listája 113-ban
Ezen az oldalon az i. sz. 113-ban fennálló államok vezetőinek névsora olvasható földrészek, majd országok szerinti bontásban. 

## Európa
- Boszporoszi Királyság
  - Király: I. Szauromatész (93/94–123/124)

- Római Birodalom
  - Császár: Traianus (98–117) 
    - Consul: Lucius Publilius Celsus
    - Consul: Gaius Clodius Crispinus
    - Consul suffectus: Servius Cornelius Dolabella Metilianus Pompeius Marcellus 
    - Consul suffectus: Lucius Stertinius Noricus
    - Consul suffectus: Lucius Fadius Rufinus
    - Consul suffectus: Gnaeus Cornelius Urbicus
    - Consul suffectus: Titus Sempronius Rufus

## Ázsia
- Armenia
  - Király: Parthamaszirisz (112–114)

- Elümaisz
  - Király: Kamnaszkirész-Oródész (100-120)

- Harakéné]
  - Király: VII. Attambélosz (113–117)

- Hsziungnuk
  - Sanjü: Tan (98-124)

- Ibériai Királyság
  - Király: I. Amazaszposz (106-116)

- India
  - Anuradhapura
    - Király: Vankanaszika Tissza (111–113)
    - Király: I. Gadzsabáhu (113 – 135)

  - Szátaváhana Birodalom
    - Király: Gautamiputra Szátakarni (106–130)

- Japán
  - Császár: Keikó (71–130)

- Kína (Han-dinasztia)
  - Császár: Han An-ti (106–125)

- Korea
  - Pekcse
    - Király: Kiru (77–128)

  - Kogurjo
    - Király: Thedzso (53–146)

  - Silla
    - Király: Csima (112–134)

  - Kumgvan Kaja
    - Király: Szuro (42–199?)

- Kusán Birodalom
  - Király: I. Kaniska (100–126)

- Oszroéné
  - Király: VII. Abgar (109–116)

- Pártus Birodalom
  - Nagykirály: II. Pakórosz (78–115)
  - Ellenkirály: I. Khoszroész (109-116, 117-129)

## Afrika
- Római Birodalom
  - Aegyptus provincia
    - Praefectus: Marcus Rutilius Lupus (113–117)

- Kusita Királyság
  - Kusita uralkodók listája

## Fordítás
- Ez a szócikk részben vagy egészben  a   Liste der Staatsoberhäupter 113 című német Wikipédia-szócikk ezen változatának fordításán alapul.  Az eredeti cikk szerkesztőit annak laptörténete sorolja fel. Ez a jelzés csupán a megfogalmazás eredetét és a szerzői jogokat jelzi, nem szolgál a cikkben szereplő információk forrásmegjelöléseként.